# Citroën Xsara Kit Car
La Citroën Xsara Kit Car è una vettura da rally derivata dalla Citroën Xsara, venne realizzata dalla Citroen Sport basandosi sul regolamento FIA Kit car F2 per partecipare al Campionato Francese di Rally, nel quale ha corso dal 1998 al 2001.

## Storia

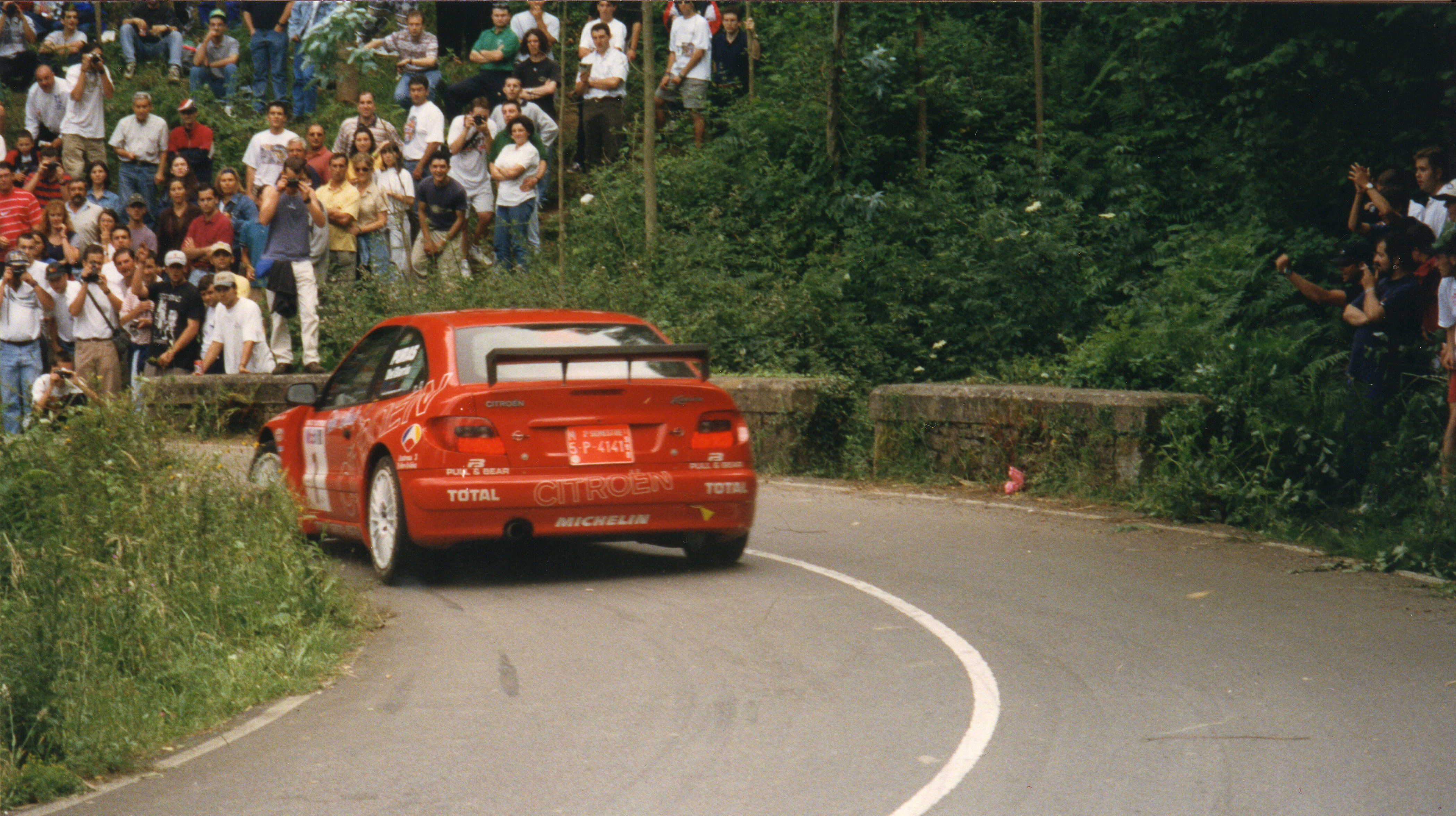
Posteriore di una Xsara Kit Car al 1998 Rallye di Avilés guidata da Jesús Puras.

A partire dal 1990 e fino al 1997, la Citroën Sport gareggiò nei rally raid con la ZX Grand Raid, cogliendo numerosi risultati prestigiosi, nel frattempo a livello commerciale la ZX venne sostituita da un nuovo modello, la Citroën Xsara, di cui la squadra francese decise di svilupparne una variante da competizione da utilizzare nel Campionato Francese di Rally. La vettura da corsa venne concepita per formula FIA 2 litri Kit Car, veicoli a 2 ruote motrici con motore di 2 litri di cilindrata ad alimentazione atmosferica.
La Xsara Kit Car, con una potenza massima di 280 CV e un peso minimo di 960 kg, si dimostrò ben presto molto competitiva, Philippe Bugalski vinse il titolo nel 1998 e nel 1999, nel 2000 la Citroën ottenne il titolo costruttori europeo e nel 2001 Sébastien Loeb il titolo piloti francese. La vettura, inoltre, partecipò anche a degli eventi del Campionato del Mondo Rally ottenendo risultati prestigiosi. Nel 1999 Bugalski ottenne due clamorose vittoria al Rally Catalunya-Costa Brava e al Tour de Corse (in questa occasione fu doppietta con lo spagnolo Jesus Puras 2°), battendo tutti gli avversari con le più potenti World Rally Car.

## Palmarès

### Campionato del mondo
Podi
| Anno | Rally              | Pilota            | Navigatore         | Pos. |
| ---- | ------------------ | ----------------- | ------------------ | ---- |
| 1999 | Tour de Corse      | Philippe Bugalski | Jean-Paul Chiaroni | 1º   |
| 1999 | Tour de Corse      | Jesús Puras       | Marc Martí         | 2º   |
| 1999 | Rally di Catalogna | Philippe Bugalski | Jean-Paul Chiaroni | 1º   |